# Andreas Maxsø
Andreas Maxsø (Hvidovre, 18 de marzo de 1994) es un futbolista danés que juega de defensa en el Colorado Rapids de la Major League Soccer.

## Selección nacional
Es internacional con la selección de fútbol de Dinamarca. Fue internacional sub-19 y sub-21 antes de convertirse en internacional absoluto el 11 de noviembre de 2020, en un partido amistoso frente a la selección de fútbol de Suecia.

## Clubes
| Club               | País           | Año       |
| ------------------ | -------------- | --------- |
| F. C. Nordsjælland | Dinamarca      | 2013-2017 |
| Osmanlispor F. K.  | Turquía        | 2017-2018 |
| F. C. Zürich       | Suiza          | 2018-2019 |
| KFC Uerdingen 05   | Alemania       | 2019      |
| Brøndby IF         | Dinamarca      | 2019-2023 |
| Colorado Rapids    | Estados Unidos | 2023-     |

## Palmarés

### Títulos nacionales
| Título                 | Club       | País      | Año  |
| ---------------------- | ---------- | --------- | ---- |
| Superliga de Dinamarca | Brondby IF | Dinamarca | 2021 |